# 清徳寺 (足立区)
清徳寺（せいとくじ）は、東京都足立区にある浄土宗の寺院。

## 歴史
1611年（慶長16年）、専蓮社心誉によって開山された。元々は江戸矢ノ倉町（現・東京都中央区東日本橋）に位置していたが、1644年（正保元年）に浅草新寺町（現・東京都台東区元浅草）に移転した。浅草時代の境内は840坪あり、「宝山院」「貞松院」の子院を有する大寺院であった。
1923年（大正12年）の関東大震災で焼失したため、1933年（昭和8年）に現在地に移転した。
本尊の阿弥陀如来は、平安時代末期から鎌倉時代初期の特徴を持っており、当寺開山よりもはるか以前に作られたものと推測される。

## 交通アクセス
- 谷在家駅より徒歩7分（経路案内）。